# Vixen (Schiff)
Die USS Vixen (Kennung: PY-4) war ein Kanonenboot der United States Navy. Das Schiff war ursprünglich unter dem Namen Josephine als Yacht für den amerikanischen Unternehmer und Kunstsammler Peter Arrell Brown Widener in Auftrag gegeben worden und im Juni 1896 auf der Crescent Shipyard in Elizabethport (US-Bundesstaat New Jersey) von Stapel gelaufen. Im Vorfeld des drohenden spanisch-amerikanischen Konfliktes übernahm die US-Marine das Schiff am 9. April 1898 und stellte es zwei Tage später auf der Philadelphia Naval Shipyard unter dem neuen Namen Vixen (die englische Bezeichnung für einen weiblichen Fuchs) als Patrouillenfahrzeug und Kanonenboot in Dienst. Kommandant war Lieutenant Alexander Sharp.

## Technik und Bewaffnung
Die 55,54 m lange und 8,53 m breite Vixen hatte einen Stahlrumpf und eine 1.250 PSi starke Dreifachexpansionsmaschine sowie eine Schoner-Takelage, die allerdings in Kriegszeiten nur selten zum Einsatz kam, da die Maschinenanlage dem Schiff bereits eine Höchstgeschwindigkeit von 16 kn ermöglichte.
Nach der Übernahme des Schiffes durch die US-Marine wurde die Vixen mit vier 5,7-cm-Hotchkiss-Kanonen und vier 3,7-cm-Maxim-Nordenfeldt-Maschinenkanonen in Einzelaufstellung bewaffnet. Diese Bewaffnung verblieb bis 1905 unverändert, dann kamen zwei der 3,7-cm-Kanonen von Bord und wurden durch zwei 6-mm-Maschinengewehre des Typs Colt-Browning M1895 ersetzt. Um 1911 wurde die Vixen ferner zeitweilig mit drei 4,7-cm-Hotchkiss-Kanonen ausgerüstet, die aber bereits bis 1912 nach und nach wieder von Bord kamen.

## Dienstzeit
Nach der Übernahme des Schiffes durch die United States Navy und dem Ausbruch des Spanisch-Amerikanischen Krieges lief die Vixen im Mai 1898 in Richtung Kuba aus und schloss sich dort im Juni der amerikanischen Blockadeflotte vor Santiago de Cuba an, wo das spanische 1. Geschwader von Admiral Pascual Cervera lag. An Bord befanden sich dabei unter anderem der damalige Colonel (und spätere US-Präsident) Theodore Roosevelt, der als Befehlshaber der 1st United States Volunteer Cavalry (den sogenannten Rough Riders) später in diesem Krieg Bekanntheit erlangen sollte, sowie Midshipman Thomas C. Hart, der später als Admiral in der US-Marine Karriere machte und welcher im Zweiten Weltkrieg in Südostasien zeitweilig die alliierte ABDA-Flotte kommandierte.

### Seeschlacht vor Santiago de Cuba
Am 3. Juli 1898 nahm die Vixen an der Seeschlacht vor Santiago de Cuba teil. Beim Ausbruch der spanischen Flotte aus dem Hafen stand das Kanonenboot etwa vier Seemeilen südwestlich der Hafenausfahrt. Dennoch beteiligte sich die Vixen in den ersten 90 Minuten nicht aktiv am Kampfgeschehen, welches zumeist von den Linienschiffen und Panzerkreuzern bestritten wurde. Gegen 11.00 Uhr kam das kleine Schiff kurzzeitig mit dem schwer beschädigten und bereits in Richtung des Ufers steuernden spanischen Panzerkreuzer Vizcaya ins Gefecht. Nach einem kurzen Schusswechsel, bei dem allerdings keine Treffer erzielt wurden, lief das spanische Schiff auf Grund und strich die Flagge. Im Anschluss beteiligte sich die Vixen noch kurz an der Verfolgung des fliehenden Panzerkreuzers Cristóbal Colón. Nach dem Ende der Schlacht verblieb das Schiff zunächst in kubanischen Gewässern und übernahm Sicherungsaufgaben.

### Einsatzzeit von 1899 bis 1923
Nach dem Ende des Spanisch-Amerikanischen Krieges verlegte das Kanonenboot im Herbst 1898 zunächst nach New York, im Oktober dann nach der Marinebasis Norfolk. Dort wurde die Vixen im Januar 1899 vorübergehend in die Reserve versetzt. Nach knapp drei Monaten wurde das Kanonenboot wieder reaktiviert und zwischen März 1899 und 1906 als Post- und Versorgungsschiff in der Karibik und vor Kuba eingesetzt. Zeitweilig diente die Vixen auch als Tender für den in der Guantanamo Bay Naval Base liegenden Monitor USS Amphitrite. Während einer kurzen Werftüberholung 1905 kamen dabei zwei der 3,7-cm-Kanonen von Bord und wurden durch zwei Maschinengewehre Colt-Browning M1895 ersetzt.
Zwischen März 1906 und Dezember 1907 erneut in die Reserve versetzt, wurde die Vixen im Winter 1907/08 an die New Jersey State Naval Militia als Patrouillenfahrzeug übergeben und diente dort bis ins Jahr 1917 hinein. Diese wenig ereignisreiche Einsatzzeit bestand vor allem aus Patrouillenfahrten und Wachdiensten vor der Ostküste der Vereinigten Staaten. Zwischen 1917 und 1922 lag die Vixen als Stationsschiff in Saint Thomas (Amerikanische Jungferninseln), während dieser Zeit wurde sie im Juli 1920 als Patrol Yacht mit der Kennung PY-4 neu klassifiziert. Am 15. November 1922 wurde das alte Schiff schließlich außer Dienst gestellt und am 9. Januar 1923 aus dem Marineregister gestrichen.

## Verbleib
Der genaue Verbleib des Schiffes ist nur bruchstückhaft gesichert. Im Juni 1923 wurde die Vixen abgerüstet und an die in New York sitzende Fair Oaks Steamship Corporation verkauft, die das ehemalige Kanonenboot unter dem neuen Namen Tamiami Queen einsetzte. Um 1924 soll das Schiff in Collier County umbenannt worden sein und trug diesen Namen vermutlich bis ins Jahr 1928 hinein. Danach verliert sich die Spur des alten Kanonenbootes. Im Winter 1928/29 könnte die ehemalige Yacht mit dem kleinen Postschiff Princess Montagu identisch gewesen sein, das in einem Frühjahrssturm im März 1929 durch Schiffbruch in Verlust geriet. Wann eine mögliche Umbenennung stattgefunden haben könnte, ist allerdings nicht bekannt.